# Трофей чемпионов по хоккею на траве среди женщин 2011
Трофей чемпионов по хоккею на траве среди женщин 2011 (англ. 2011 Women's Hockey Champions Trophy) — 19-й розыгрыш Трофея чемпионов по хоккею на траве среди женских сборных команд. Турнир прошёл с 25 июня по 3 июля 2011 года на стадионе «Wagener Stadium» в городе Амстелвен, Нидерланды.
Победителями Трофея чемпионов (в 6-й раз в своей истории) стала сборная Нидерландов, победившая в финале сборную Аргентины со счётом 3:2 по послематчевым пенальти (основное время матча закончилось со счётом 3:3), повторив достижение сборную Австралии, которая в 2003 году выиграла Трофей чемпионов в 6-й раз. Бронзовым призёром чемпионата стала сборная Новой Зеландии, обыгравшая в матче за 3-е место сборную Республики Корея со счётом 3:2, завоевав первую в своей истории медаль розыгрыша Трофея чемпионов.
После того как были завершены первый раунд и медальный раунд, первоначально определилось, что финал будет разыгрываться между сборными Нидерландов и Республики Корея. Но сборная Аргентины подала протест против результатов второго (медального) раунда, в котором она была поставлена на 3 место после сборной Республики Корея по разнице забитых и пропущенных мячей в этом (втором) раунде. После вторичного протеста сборной Аргентины расположение команд было изменено: Аргентина переместилась на 2 место и вышла в финал. После этого регламент соревнований (для следующих розыгрышей) был изменён: если во втором раунде у двух команд одинаковое количество очков, то преимущество отдается команде, у которой больше общее количество очков, набранных в первом и втором раундах.

## Регламент соревнований
В розыгрыше Трофея чемпионов 2011 года был принят новый регламент соревнований. Количество участвующих команд было увеличено с 6 до 8. В первом раунде все команды разбиваются на две группы (A и B) и играют между собой внутри группы по круговой системе. По две команды из каждой группы, занявшие 1-е и 2-е места, проходят в медальный раунд, попадают в группу C и играют за медали (за места с 1-го по 4-е).
Команды, занявшие в первом раунде в группах 3-е и 4-е места, попадают в группу D и во втором раунде разыгрывают между собой места с 5-го по 8-е. Во втором раунде и в группе C, и в группе D учитываются результаты игр между собой команд из одной группы первого раунда (A и B), то есть команды играют только по две игры — с командами из другой группы.
Затем проводятся финальные классификационные игры (для определения окончательного распределения мест). Две команды из группы C, занявшие 1-е и 2-е места, играют между собой финал за золото; занявшие в группе C 3-е и 4-е места — разыгрывают бронзовую медаль. Аналогично, занявшие в группе D 1-е и 2-е места разыгрывают 5-е место, а две оставшиеся — 7-е место в окончательной классификации.

## Результаты игр
Время начала матчей дается по Центральноевропейскому летнему времени (UTC+02:00)

### Первый раунд

#### Группа A
| Команда          | И | В | Н | П | ГЗ | ГП | +/- | Очки |
| ---------------- | - | - | - | - | -- | -- | --- | ---- |
| Аргентина        | 3 | 2 | 1 | 0 | 6  | 2  | +4  | 7    |
| Республика Корея | 3 | 0 | 3 | 0 | 5  | 5  | 0   | 3    |
| Англия           | 3 | 0 | 2 | 1 | 2  | 3  | −1  | 2    |
| Китай            | 3 | 0 | 2 | 1 | 3  | 6  | −3  | 2    |

     Проходят в медальный раунд

#### Группа B
| Команда        | И | В | Н | П | ГЗ | ГП | +/- | Очки |
| -------------- | - | - | - | - | -- | -- | --- | ---- |
| Нидерланды     | 3 | 2 | 1 | 0 | 5  | 1  | +4  | 7    |
| Новая Зеландия | 3 | 1 | 1 | 1 | 3  | 3  | 0   | 4    |
| Германия       | 3 | 1 | 0 | 2 | 2  | 3  | –1  | 3    |
| Австралия      | 3 | 1 | 0 | 2 | 3  | 6  | –3  | 3    |

     Проходят в медальный раунд

### Медальный раунд

#### Группа C
| Команда          | И | В | Н | П | ГЗ | ГП | +/- | Очки |
| ---------------- | - | - | - | - | -- | -- | --- | ---- |
| Нидерланды       | 3 | 2 | 1 | 0 | 4  | 1  | +3  | 7    |
| Аргентина        | 3 | 1 | 1 | 1 | 5  | 5  | 0   | 4    |
| Республика Корея | 3 | 1 | 1 | 1 | 6  | 6  | 0   | 4    |
| Новая Зеландия   | 3 | 0 | 1 | 2 | 5  | 8  | −3  | 1    |

     Проходят в финал
Аргентина переместилась на 2 место после своего второго протеста.

### Безмедальный раунд

#### Группа D
| Команда   | И | В | Н | П | ГЗ | ГП | +/- | Очки |
| --------- | - | - | - | - | -- | -- | --- | ---- |
| Англия    | 3 | 2 | 1 | 0 | 4  | 2  | +2  | 7    |
| Австралия | 3 | 1 | 1 | 1 | 5  | 5  | 0   | 4    |
| Германия  | 3 | 1 | 0 | 2 | 4  | 3  | +1  | 3    |
| Китай     | 3 | 0 | 2 | 1 | 3  | 7  | –4  | 2    |

### Классификация

#### Матч за 7-е и 8-е места
| 3 июля 2011 09:00                      | \| Германия \| 3 – 5 Отчёт \| Китай \| \| Mävers 31' · Beermann 40' · Müller 43' \| Голы \| Sun Sinan 20' · Zhao Yudiao 22', 26', 54' · Song Qingling 30' \| | Wagener Stadium Судьи: Kelly Hudson (NZL) Amy Hassick (USA)   |
| Германия                               | 3 – 5 Отчёт | Китай                                                         |
| Mävers 31' · Beermann 40' · Müller 43' | Голы | Sun Sinan 20' · Zhao Yudiao 22', 26', 54' · Song Qingling 30' |

#### Матч за 5-е и 6-е места
| 3 июля 2011 11:30       | \| Англия \| 2 – 0 Отчёт \| Австралия \| \| Herbert 8' · Rogers 52' \| Голы \| \| | Wagener Stadium Судьи: Michelle Joubert (RSA) Irene Presenqui (ARG) |
| Англия                  | 2 – 0 Отчёт                                                                       | Австралия                                                           |
| Herbert 8' · Rogers 52' | Голы                                                                              |                                                                     |

#### Матч за 3-е и 4-е места
| 3 июля 2011 14:00     | \| Республика Корея \| 2 – 3 Отчёт \| Новая Зеландия \| \| Kim Jong-Eun 42', 56' \| Голы \| Glynn 15' · Forgesson 16' · C. Harrison 70' \| | Wagener Stadium Судьи: Stella Bartlema (NED) Frances Block (ENG) |
| Республика Корея      | 2 – 3 Отчёт | Новая Зеландия                                                   |
| Kim Jong-Eun 42', 56' | Голы | Glynn 15' · Forgesson 16' · C. Harrison 70'                      |

#### Финал
| 3 июля 2011 16:30                        | \| Нидерланды \| 3 – 3 д.в., п. 3 – 2 Отчёт \| Аргентина \| \| Paumen 35', 41', 48' \| Голы \| Rebecchi 1' · Aymar 32' · D. Sruoga 34' \| \| Bos · de Goede · Paumen · van den Heuvel \| Пенальти \| García · Rebecchi · Aymar · Merino · D. Sruoga \| | Wagener Stadium Судьи: Lisa Roach (AUS) Chieko Soma (JPN) |
| Нидерланды                               | 3 – 3 д.в., п. 3 – 2 Отчёт | Аргентина                                                 |
| Paumen 35', 41', 48'                     | Голы | Rebecchi 1' · Aymar 32' · D. Sruoga 34'                   |
| Bos · de Goede · Paumen · van den Heuvel | Пенальти | García · Rebecchi · Aymar · Merino · D. Sruoga            |

## Статистика

### Итоговая таблица
| Место | Сборная          |
| ----- | ---------------- |
| 1     | Нидерланды       |
| 2     | Аргентина        |
| 3     | Новая Зеландия   |
| 4     | Республика Корея |
| 5     | Англия           |
| 6     | Австралия        |
| 7     | Китай            |
| 8     | Германия         |

### Лучшие бомбардиры
6 голов
- Мартье Паумен

5 голов
- Zhao Yudiao

4 гола
- Kim Jong-Hee

3 гола
- Лусиана Аймар
- Daniela Sruoga
- Beckie Herbert
- Kim Jong-Eun
- Katie Glynn
- Charlotte Harrison

2 гола
- Soledad García
- Delfina Merino
- Casey Eastham
- Marnie Hudson
- Jodie Schulz
- Gao Lihua
- Marie Mävers
- Julia Müller
- Celine Wilde
- Kim Da-Rae
- Kim Lammers
- Carlijn Welten
- Cathryn Finlayson
- Krystal Forgesson

1 гол
- Noel Barrionuevo
- Carla Rebecchi
- Росио Санчес Мочча
- Jade Close
- Song Qingling
- Li Hongxia
- Mao Weilin
- Sun Sinan
- Alex Danson
- Anne Panter
- Chloe Rogers
- Kate Walsh
- Nicola White
- Janine Beermann
- Natascha Keller
- Maike Stöckel
- Cheon Eun-Bi
- Hong Yoo-Jin
- Park Mi Hyun
- Wieke Dijkstra
- Lidewij Welten
- Clarissa Eshuis